# Kereszt (címertan)
Névváltozatok: keresztecske (crucula) (Gudenus I. 439.)

fr: croix, r.fr: crois, croyz, en: cross, de: Kreuz, cs: kříž, heraldický kříž, la: crux, gr: σταυρός (sztaurosz)

Rövidítések:

"Mert a keresztről való beszéd bolondság, ugyan azoknak, a kik elvesznek; de nekünk, kik megtartatunk, Istennek ereje" (Pál I. lev. a Korinthusbeliekhez, 1. 18.)

A heraldikai kereszt legegyszerűbb alapformája, a latin kereszt

A kereszt az egyik leggyakoribb és legrégibb címerábra a heraldikában. Az ókorban kegyetlen kivégzőeszköz volt, majd Jézus megfeszítése után a kereszténység legfontosabb jelképe lett. Az összes keresztfajta, feszület (krucifix) vizsgálatával, leírásával stb. foglalkozó történeti segédtudomány a sztaurológia vagy keresztismeret (de: Kreuzkunde, Staurologie).
A keresztek többsége két szárból áll, melyek általában derékszögben metszik, keresztezik, érintik egymást, illeszkednek egymáshoz. A keresztet jellegzetes alakja miatt akkor is keresztként értelmezzük, ha a pajzsban sötét háttéren világos színnel (vagy fémmel) van megrajzolva. A pajzs tagolásával jön létre úgy, hogy a mezőt egy vízszintes vonallal vágjuk és ugyanakkor egy függőleges vonallal hasítjuk és ezen a központi részen a pajzs 2/7-ének szélességét kitevő kereszt alakú ábra van. Ekkor szokványos mesteralak, amely mind a négy végével érinti a pajzs szélét. Ennek változata a fonálkereszt (de: Kreuzfaden), melynek szárai a szokványos keresztszárhoz viszonyítva a pólyaszélesség, illetve cölöpszélesség mindössze 2/3-át teszik ki.
A kereszt különféle formái gyakori jelképek a vexillológiában is. Ilyen a György-kereszt Ausztráliában, az Andráskereszt Mexikóban, a máltai kereszt Olaszországban, a Szent György kereszt Angliában és az ún. keresztes zászlók a skandináv országokban, amelyek a dán zászlóra, a világ legrégebbi nemzeti lobogójára vezethetők vissza. (A legenda szerint amikor II. Valdemár vezetésével a dán keresztes lovagok hadjáratot folytattak a pogány észtek ellen, a küzdelem alatt, 1219. június 15-én, Szent Vitus napján, hirtelen egy jel szállt alá az égből: egy nagy vérvörös zászló fehér kereszttel. A visszavonulóban levő dán katonák elkapták a zászlót, és „Előre a győzelemért a kereszt jele alatt!” kiáltással ellentámadásba lendültek, és végül megnyerték a csatát. Első ábrázolása azonban csak Gelre herold címerkönyvében jelenik meg címerként, a 14. század második felében.)
A keresztet már II. Szent Olaf norvég király (1015–1028) hívei is használták az öltözékükön a pogányok elleni küzdelem során. Majd II. Orbán pápa 1095-ben a clermonti zsinaton vörös kereszt viselését rendelte el a keresztes hadjárat részvevői számára. Később a színe is megváltozott. Így például a harmadik keresztes hadjáratban (1189–1192) a franciák vörös, az angolok fehér, a flamandok zöld, a németek fekete, a többi nemzet tagjai pedig sárga keresztet viseltek. Miután az angolok Szent Györgyöt fogadták el védőszentjüknek, felvették az ő vörös keresztjét.
Idővel a kereszt eredeti formája már nem volt elégséges arra, hogy megfeleljen a megkülönböztetés iránti növekvő igényeknek, ezért az egyházi lovagrendek eltérő alakú kereszteket kezdtek használni. Idővel különféle alakú keresztek keletkeztek, és ma már mintegy 500-féle létezik, de egyre újabbak jönnek létre.
Az egyházi heraldikában a kereszt az egyik méltóságjelvény. Kezdetben csak a pápát és legátusait illette meg. Ez hasonló volt a hosszú szárú körmeneti kereszthez, melyet a felvonulásokon és a szertartásokon csak a pápa, az ő legátusai, a pátriárkák, az érsekek és a püspökök előtt visznek. A 14. századtól ezt a méltóságjelvényt a pajzson, majd a pajzs mögött viselik, amelyet a pátriárkáknak 1215-ben III. Ince pápa (1198–1216), az érsekeknek V. Kelemen pápa (1305–1314) engedélyezett. A 15. századtól a kereszt a papi méltóság általános jelképe lett és a magasabb méltóságok, mint az érsekek és pátriárkák címerpajzsuk mögött kettős keresztet használtak, ahol a felső rövidebb rész az INRI feliratú tábla jelképe. A hármas keresztet először VII. Kelemen pápa (1378–94) viselte a címerpajzsa mögött. Magyarországon a címerpajzs mögötti méltóságjelvényként először Bakócz Tamás bíboros, majd Széchényi György érsek címerében jelent meg, és általánosan a 18. században terjedt el.
A keresztek közti különbségek nagyrészt a szárak (de: Arme, en: bars) eltérésével határozható meg, melyek igen változatosak lehetnek. A kereszt lehet lebegő vagy a pajzs széleit érintő kereszt. Ha egyik szára sem érinti a pajzs szélét vagy csak egy érinti azt, az ilyen keresztet egyes heraldikusok nem a mesteralakok, hanem a címerképek között tartják nyilván, általában Gatterer azon definíciója alapján, amely szerint a mesteralak fő tulajdonsága, hogy legalább az egyik tinktúra a pajzs több mezőjében található meg, mint a többi. Mivel a lebegő keresztek osztóvonalai nem érintkeznek a pajzs szélével, ez a feltétel nem teljesülhet. Ugyanakkor vannak más lebegő címerképek is (mint például a lepényes), melyeket mindig mesteralaknak tekintenek. Gatterer definíciója megenged kivételeket a szabály alól és a lebegő keresztek is ilyenek. Klasszifikációs szempontból tehát minden keresztet mesteralaknak kell tekintenünk és a magyar heraldikában is ez az általános nézet.

## Változatai
A pajzsba foglalt közönséges heraldikai kereszt (de: gemeines Kreuz) egy pólya és egy cölöp keresztezésével létrejövő mesteralak. Egyes keresztek esetében csak nézőpont kérdése, hogy keresztről vagy csillagról van-e szó, míg más mesteralakok (ágas, szarufa stb.) tekinthetők keresztnek is. Mivel a kereszt fent említett definíciójának sok mesteralak megfelel, a mintegy 500-ra becsülhető keresztfajták között külön alcsoportokat vezethetünk be: 1. a görög kereszt és változatai (ezek mindkét szára egyenlő hosszú), 2. a latin kereszt és változatai (ezek valamelyik szára hosszabb, mint a másik; ide tartoznak a görög kereszt változatainak azon típusai is, amelyek egyik szára hosszabb, mint a másik, mint pl. a Jakab-kereszt), 3. egyéb keresztek (azok, melyek az előző csoportokba nem sorolhatók be; pl. a villa, az ágas, a szarufa, noha ezen három utóbbi típus külön mesteralaknak számít, de gyakorlatilag keresztek).

Görög kereszt
Latin kereszt
Antalkereszt
Harántkereszt
Ágaskereszt (villáskereszt, a szenvedés arany-keresztje [Nagy VII. 124.], latorkereszt, ipszilon kereszt, en: thieves' cross, robber's cross, furka cross, forked cross, Y-shaped cross, pall cross, de: Schacherkreuz, Gabelkreuz, Deichselkreuz); a középkorban ilyenen feszítették meg a bűnözőket, mivel „Krisztus keresztjét nem érdemlik meg”. Később a tolvajok megbélyegzésére is használták a jelet. Az egyházi öltözékeken (pallium) a választás (jó vagy rossz) szimbóluma. Változata a horgonyvégű kereszt. Az ágassal ellentétben szárai nem érik el a pajzs szélét
Ágas
Villa (villáskereszt)
Villa
Szent Nino kereszt (szőlőkereszt, en: St. Nino's Cross, grapevine cross) A grúz és örmény ortodox egyház által használt kereszt. Szent Nino (vagy Nune) 4. századi örmény női szent volt, aki megtérítette a grúzokat és a keresztet egy látomásban a Szűz Máriától kapta
Derékszögkereszt (de: Winkelmaßkreuz, Winkelmaß), inkább ún. derékszög mesteralaknak, mint keresztnek tekintendő
Keretezett kereszt (fr: croix coticée, en: cross coticed), a körvonalai másféle színnel vannak keretezve
Belsőkeretes kereszt (fr: croix resarcelée, en: cross voided throughout, de: innenbordiertes Kreuz, es: cruz resarcelada, it: croce sarchiata, nl: kruis met zeer smalle zoom), a belseje belső kerettel van ellátva

A keresztek különféle típusain kívül, amelyeknek saját nevük van, figyelembe kell vennünk ezen keresztek és általában a heraldikai kereszt különféle megkülönböztető jegyeit is. A szokványos kereszt (valamint a villa és az ágas) geometriája miatt csak egyesével fordulhat elő a pajzsban (kivéve, ha lebegők). A kereszt lehet keretes (de: bordiert), áttört (de: durchbrochen), megrakott (de: beladen), négyelt (de: geviert), sakkozott (de: geschacht), valami által egyszer vagy többször feldarabolt (de: zerstückelt) stb. Ezenkívül, illetve emellett különféle osztóvonalakkal is meg lehet rajzolva és a szárak végeinek is számos fajtája van. Mindezek pontos nevét a címerleírásban egyenként meg kell adni.
A derékszögvégű kereszt (de: Enduaderkreuz, Oswald 116.) szárai derékszögben végződnek; a kockavégű kereszt (de: Endwürfetkreuz, Oswald 116.) szárai szélükre állított kockákból állnak; a szarufatalpú kereszt (de: fußgespaltenes Kreuz, Oswald 140.) alja szarufában végződik, különösen a svájci heraldikában kedvelik; a liliomtalpú kereszt (de: Fußglevekreuz, Oswald 141.) olyan passiókereszt, melynek alsó szára heraldikai liliomban végződik. A tekercsvégű kereszt (de: gefaltetes Kreuz, Oswald 146.) olyan nemheraldikai kereszt, amelynél a szárak vége összetekeredik, mintha papírtekercsből lenne. (Előfordul a régi magyar [királyi] pecséteken.) A rácsos András-kereszt (de: Gegitter) három vagy több keskeny csík által létrejövő harántkereszt. A német nevét Bernd alkotta meg. A lapátvégű kereszt (de: Grafsthaufelkreuz, Oswald 166.) szárai lapátszerűen végződnek.

Kereszt mesteralak a pajzsban, ha a mező egyszerre hasított és vágott
Facettás kereszt
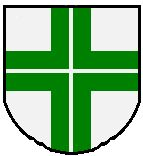
Szétválasztott kereszt (de, nl: gammadium), függőlegesen és vízszintesen szétválasztott görög kereszt, mely négy szimmetrikusan egymás mellé állított görög gamma nagybetűként is felfogható; eredetileg a bizánci ruhákon és könyvborítókon jelent meg.
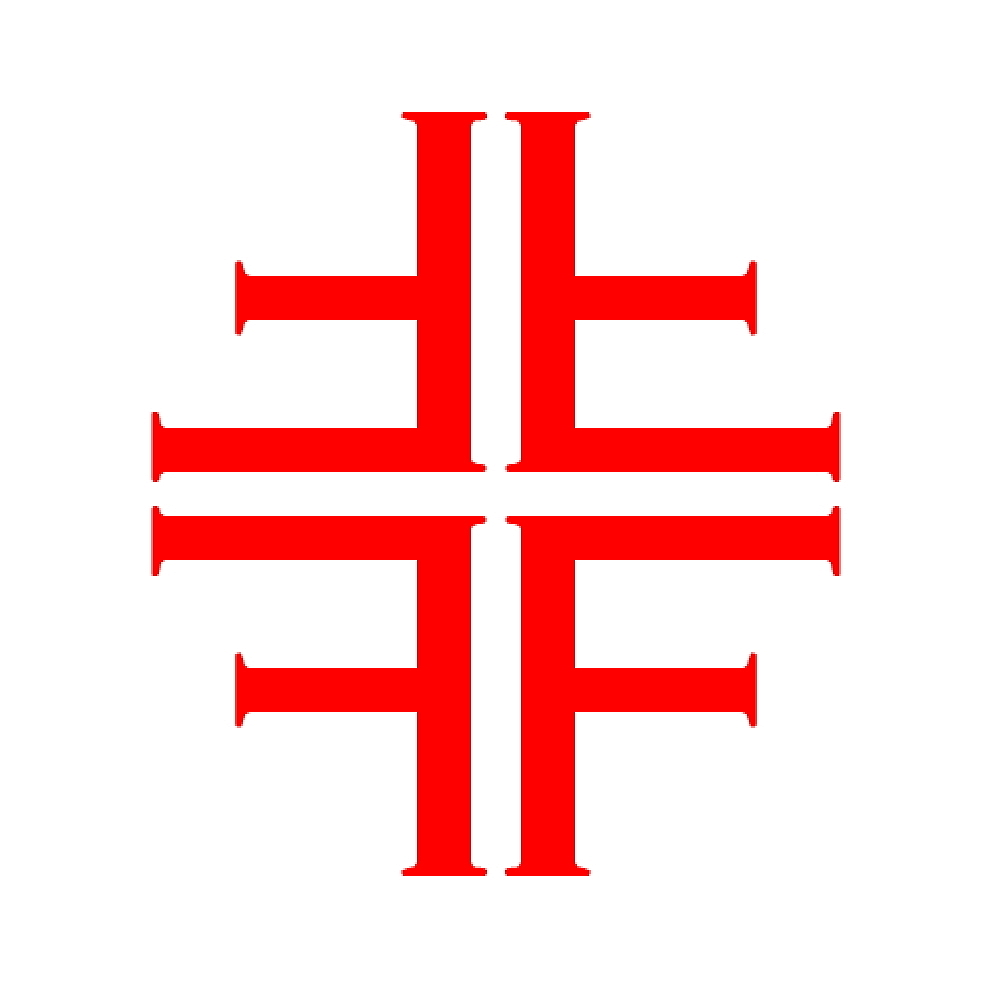
Tornászkereszt (de: Turnerkreuz), a gammadium változata, négy F-betűből áll; 1844-ben alkotta meg Johann Heinrich Felsing (1800–1875), német rézmetsző és nyomdász Darmstadtban a Német Tornaszövetség (Deutschem Turner-Bund) jelképeként, amelynek értelme: friss, jámbor, boldog, szabad (Frisch, fromm, fröhlich, frei).
Lebegő árnyékkereszt (nl: verkort en leeg kruis)
Árnyékkereszt (de: Konturenkreuz, Schatterkreuz, nl: contourenkruis), olyan kereszt, melynek csak a határoló vonalai látszanak
Lebegő árnyékkereszt (fr: croix vidée, en: cross voided, routed cross, rebated cross, recessed cross, sunken cross, fimbriated cross, bordered cross, clechée cros, pierced cross)
Ívkereszt (de: Bogenkreuz, Stützbogenkreuz, nl: bogenkruis)
Ívkereszt
Ívkereszt
Ívkereszt
Sakkozott kereszt (fr: croix echequetée, en: checked cross, chequi)
Összerovott kereszt (fr: croix componée, croix gobonée, en: cross componée, compony cross, cross toronné, dismembered cross, cross gobony), váltakozó színű darabokból összeállított kereszt
Megtoldott kereszt (de: angestücktes Kreuz) a végein egy-egy másféle színű darab van
Sakk-kereszt (en: equipollée, checkered pattern of nine squares, de: Neungeschacht), kétszeres hasítással és kétszeres vágással létrejövő pajzs, egyenlő nagyságú mezőkkel, amelyben kétféle borítás váltakozik
Középen áttört kereszt (fr: croix ajourée au coeur, de: mitten ausgebochene Kreuz), hiányzik a közepe, melyen át látható a háttér borítása
Sakk-keresztre helyezett áttört kereszt
Lékelt kereszt (fr: croix percée, en: cross quarter-pierced, de: durchbrochenes Kreuz, es: cruz vaciada, it: croce forata in quadrato, nl: kruis met uitgebroken hart)
Átfúrt kereszt (fr: croix percée en rond, en: cross round-pierced, de: rund durchbrochenes Kreuz, es: cruz vaciada, it: croce forata, nl: rond doorboord kruis)
Keresztecske (fr: croisette, en: cross couped, crosslet ouped, de: Kreuzchen, es: cruz recortada, it: crocetta, nl: kruisje)
Harántkeresztecske (fr: flanchi, en: saltire couped, de: Schrägkreuzchen, es: sotuer disminuido y ricortado, it: croce di Sant'Andrea diminuata e scorciata, nl: schuinkruisje)

## Eredete
A latin crucifix szó a cruciare igéből származik, amelynek jelentése 'kínozni'. A kereszt az egyházi tekintély emblémája. A kereszténységben Krisztus szenvedésének és magának Jézusnak, Krisztus halál fölötti győzelmének a szimbóluma. (A feltámadás zászlaja fehér alapon vörös kereszt.) A keresztet ezért viselték már a preheraldikus korban is jelvényként a keresztesek. Pénzérméken pedig már nagyon régen előfordul. Az üldöztetések miatt az őskeresztények "rejtjeles" szimbólumokat használtak, mint pl. árbóc, horgony, hal, szigony, csillag (cruces dissimulitae) vagy az utóbbiból kialakult Chi-Ró monogram (mely küllős csillagjel volt). A kereszt néha a szibillák jelvényeként szerepel.
Számos szent attribútuma: András apostol (átlós kereszt), Remete Szent Antal (tau-kereszt), Páduai Szent Antal (virágos kereszt), Clairvaux-i Szent Bernát (kereszt a szenvedés jelképeként), Szent Bonaventura (kereszt kehellyel), Fülöp apostol (kereszt mint bot), Istenes Szent János (kereszt gránátalmával), Keresztelő Szent János (nádkereszt), Jeremiás próféta (kereszt tekerccsel), Sziénai Szent Katalin (kereszt liliommal), Assisi Szent Klára (kereszt úrmutatóval), Szent Lőrinc (körmeneti kereszt), Antiochiai Szent Margit (kereszt pálmával), Simon apostol (kereszt fűrésszel), Péter apostol (fordított latin kereszt).

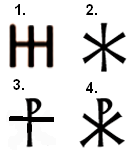
Jézus monogramok. 1. Jóta (I) és éta (H), Jézus (Ieus) nevének első két betűje; 2. jóta (I) és chí (X), a Jézus Krisztus név (Ieus Christos) kezdőbetűi; 3. tau (T) és ró (P), a sztaurogramnak nevezett ligatúra; 4. chí (X) és ró (P), a Krisztus név (XPIETOE) első két betűje.
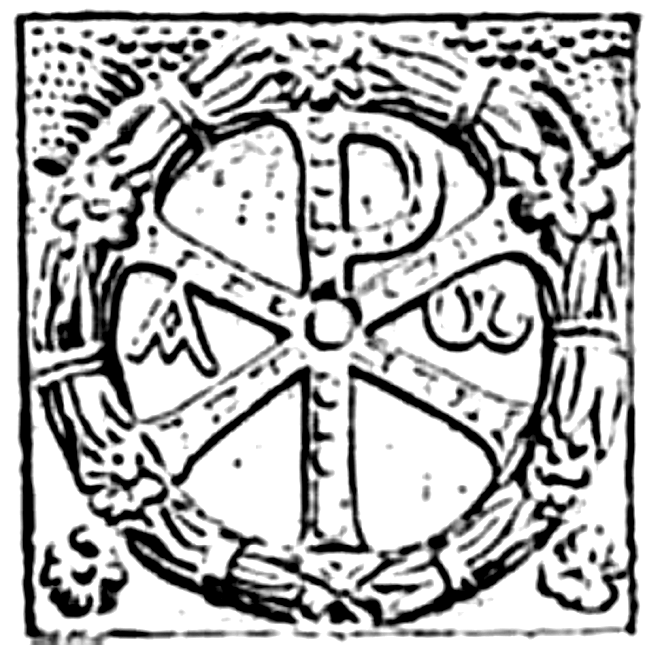
Labarum (Konstantin-kereszt, Krisztus monogram, krisztogram, Krisztus-monogram, chí-ró, chi-rho szimbólum, XP szimbólum), Nagy Konstantin császár (306–337) jelképe, akinek a Milvius-hídi csata (312. október 28.) előtti látomásában a Napban megjelent ez a jel és egy görög betűs felirat: In hoc signo vinces („e jelben győzni fogsz” vagy „ebben a jelben uralkodj”).
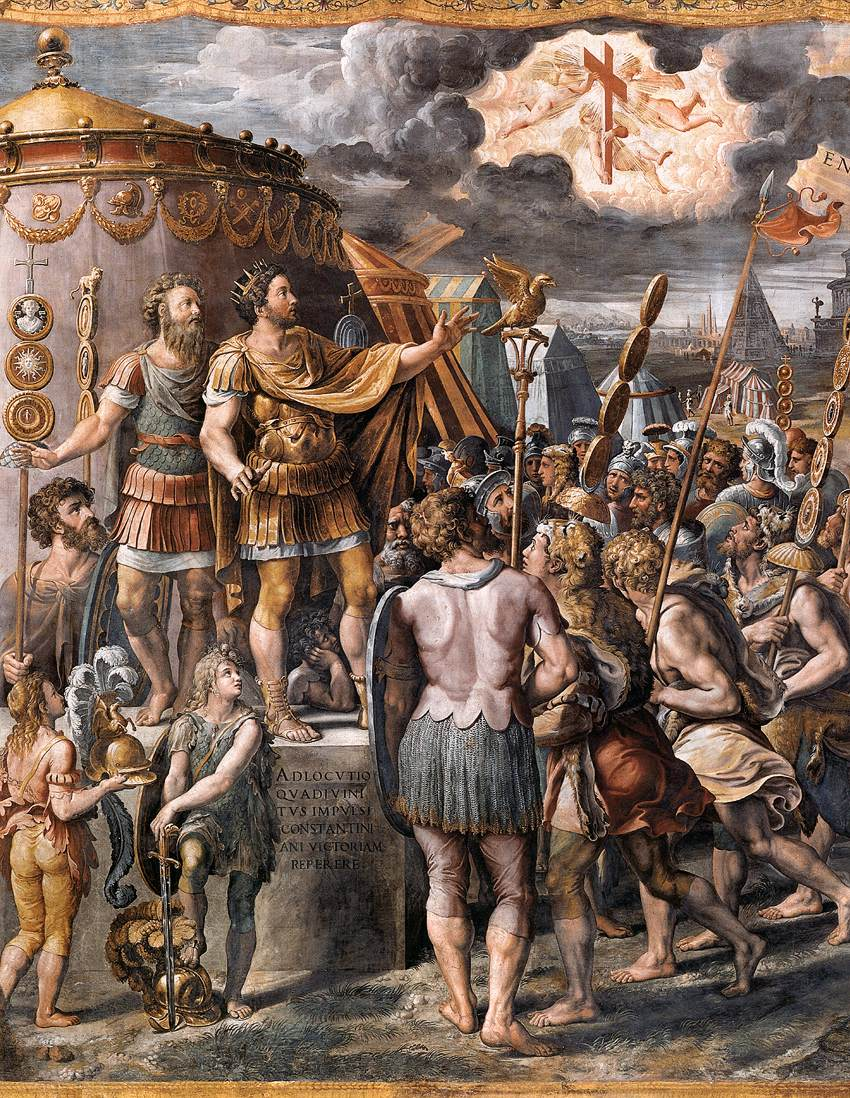
Raffaello Sanzio: In hoc signo vinces című festménye a Vatikánban (részlet)
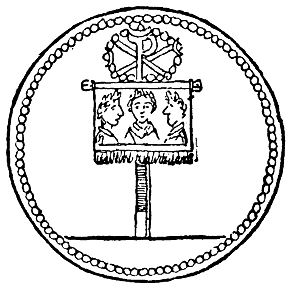
Labarum, Nagy Konstantin zászlója koszorús chí-ró jelképpel egy ókori ezüst érméről
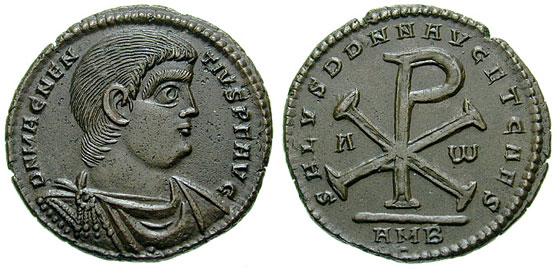
Flavius Magnus Magnentius, a római császári cím bitorlójának (350. I. 18–353. VIII. 11) érme chí-ró jelképpel, valamint alfa és omega betűkkel
Konstantin kereszt (en: baptismal cross, de: Doppelkreuz)